# Cuisine turkmène
 (décembre 2018).

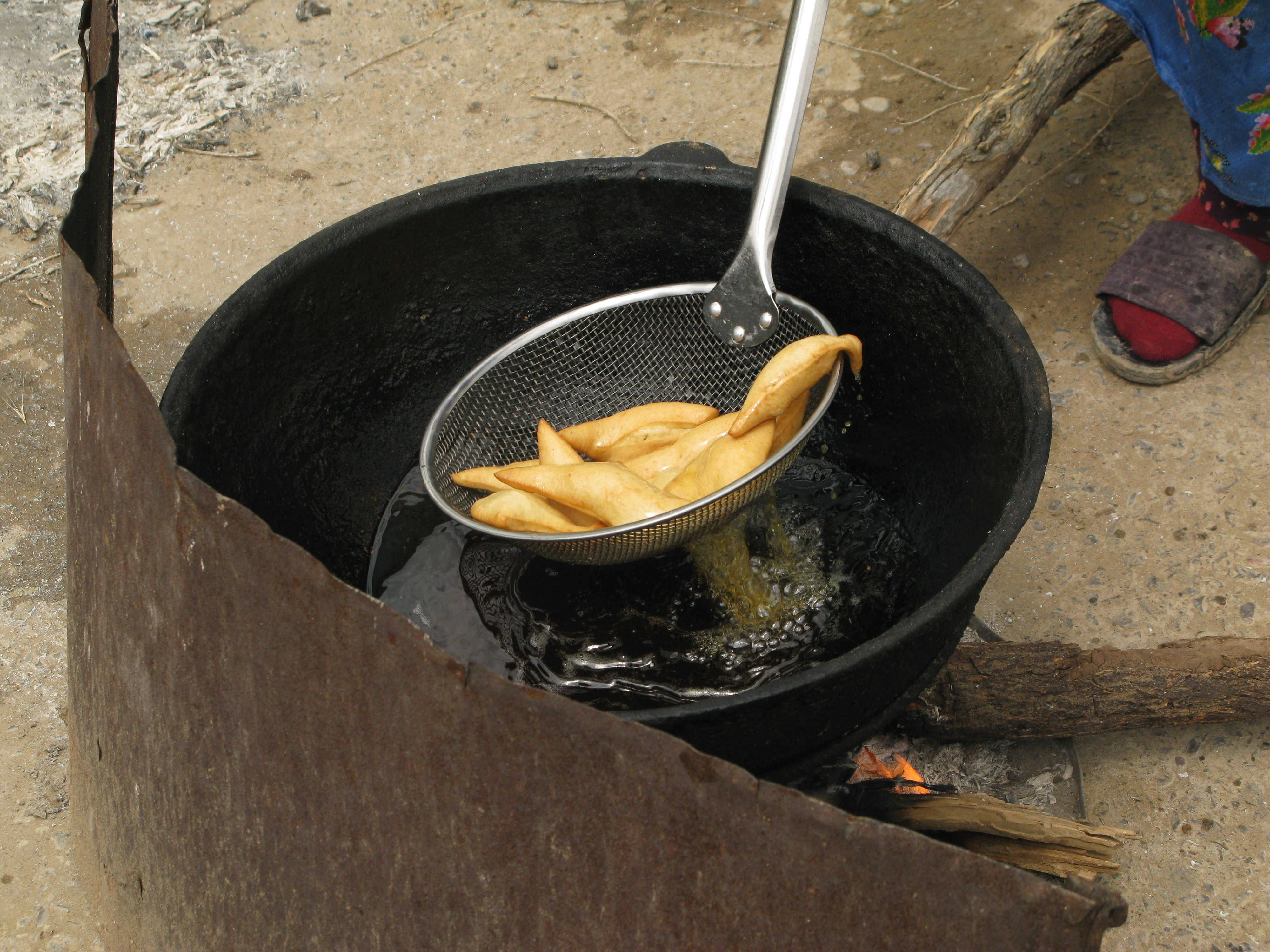
Pishme.

La cuisine turkmène est similaire à celle du reste de l'Asie centrale.

## Influences
De par l'influence de l'URSS, on y trouve également des spécialités russes : (pelmenis, sarrasin (grechka), chou farci), salades à la mayonnaise. Dans certaines zones on peut également trouver des la mian, spécialité ouïghoure.
La cuisine turkmène est également semblable à celle des Ouzbeks et des Karakalpaks.

## Plats traditionnel
Le plov est le plat de base, utilisé également pour les fêtes, tout comme les mantı et la chorba.
Dans les restaurants on trouve une grande variété de tourtes et de raviolis frits (samoussa, gutap (souvent fourrés aux épinards), et ishlykly et des chachliks. Ce sont des plats très populaires auprès des voyageurs et des chauffeurs de taxis car ils peuvent être consommés rapidement.
La cuisine turkmène n'emploie que peu d'épices ou de condiments (poivron rouge et noir, menthe, persil sauvage, azhgon, safran, ail. La cuisine se fait principalement avec de l'huile de coton, mais aussi de l’huile de sésame ou de la graisse de mouton pour la friture ou pour cuisiner la viande.
Les viandes les plus courantes sont le mouton et le chameau dû aux origines et influences nomades. Elles sont généralement cuisinées en brochette et en ragoût. Volailles, perdrix, lièvres et gazelles sont également consommées.
Les légumes les plus courants sont les radis, les tomates, les oignons et les pommes de terre.

## Boissons
Le thé est la boisson nationale. 
Le lait de brebis et le lait de chamelle fermentés sont consommés régulièrement.

## Sources
- (de) Eva Bachan, Barrierefreies Webdesign & SEO (http://www.evedesign.net), « Küche Turkmenistans », sur www.turkmenistan-kultur.at (consulté le 30 novembre 2018)

- « Turkmenistan — Food and Restaurants », sur www.iexplore.com (consulté le 30 novembre 2018)
- (en) Jeffrey Hays, « FOOD IN TURKMENISTAN | Facts and Details », sur factsanddetails.com (consulté le 30 novembre 2018)

- Routard.com, « Turkménistan: Cuisine, gastronomie et boissons », Routard.com (consulté le 30 novembre 2018)
- (ru) « Почему плов едят только руками » (consulté le 30 novembre 2018)